# Higašijama-ku (Kjóto)
Higašijama (japonsky 東山区, Higašijama-ku) je jednou z 11 čtvrtí japonského města Kjóto v prefektuře Kjóto. Její rozloha činí 7,48 km2 a žije v ní přibližně 36 tisíc obyvatel.

## Galerie

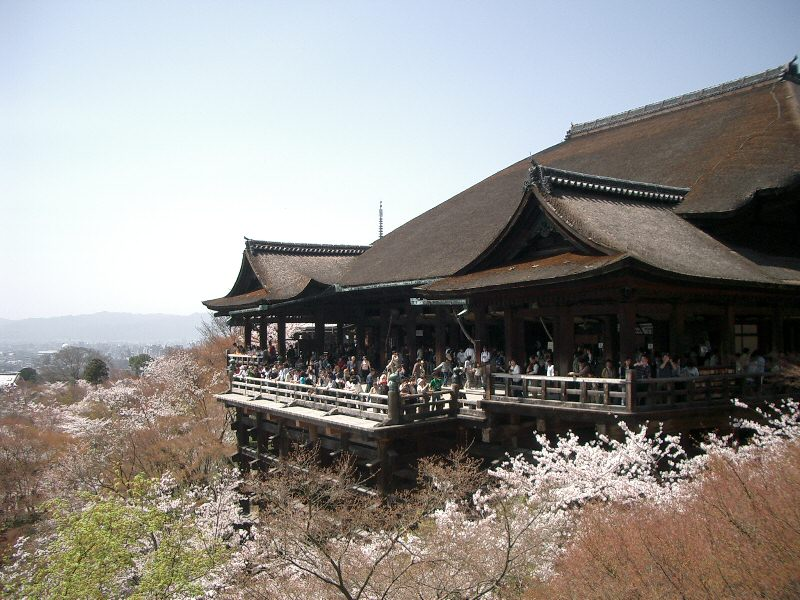
Svatyně Kijomizu-dera
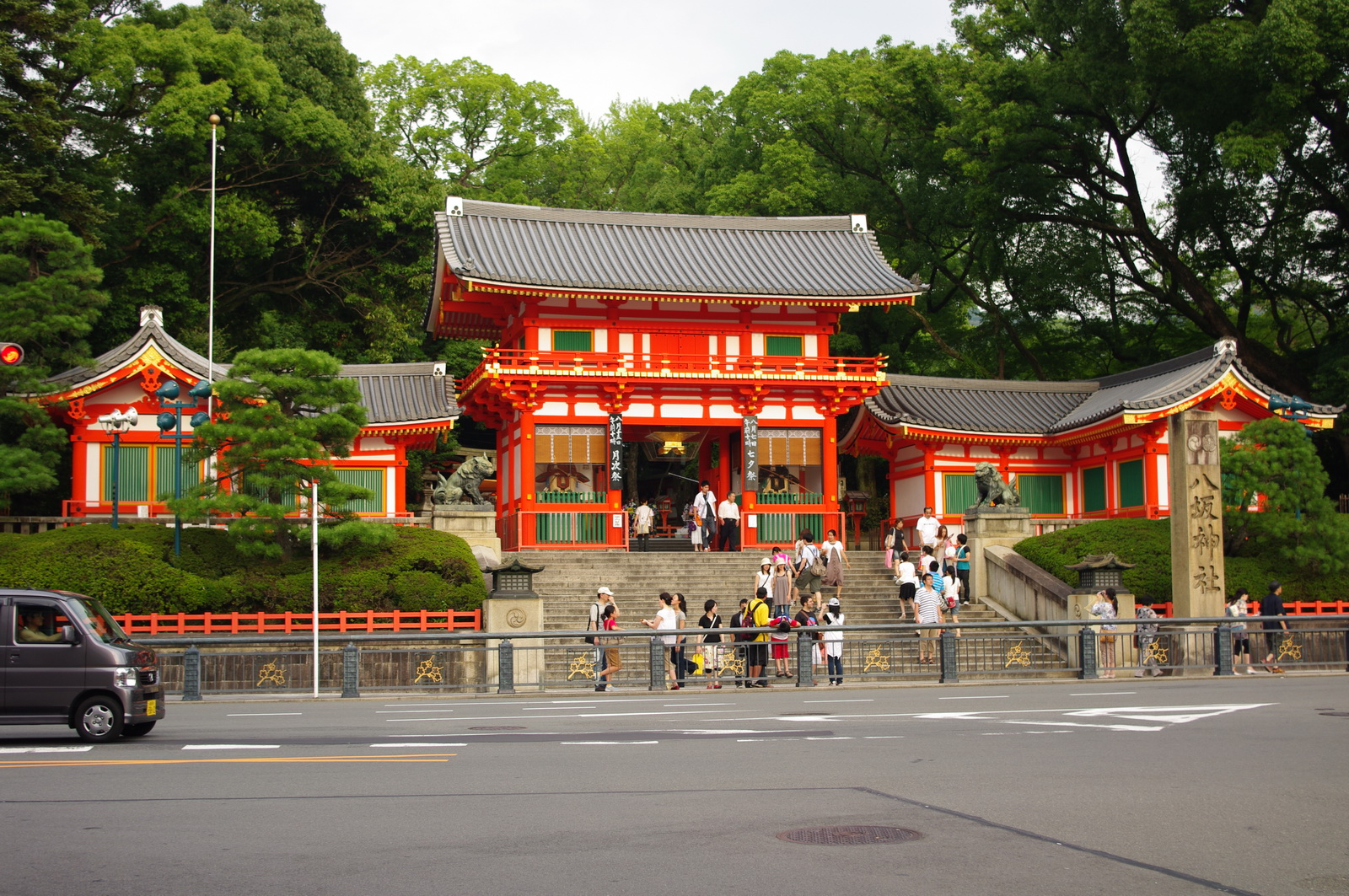
Svatyně Jasaka
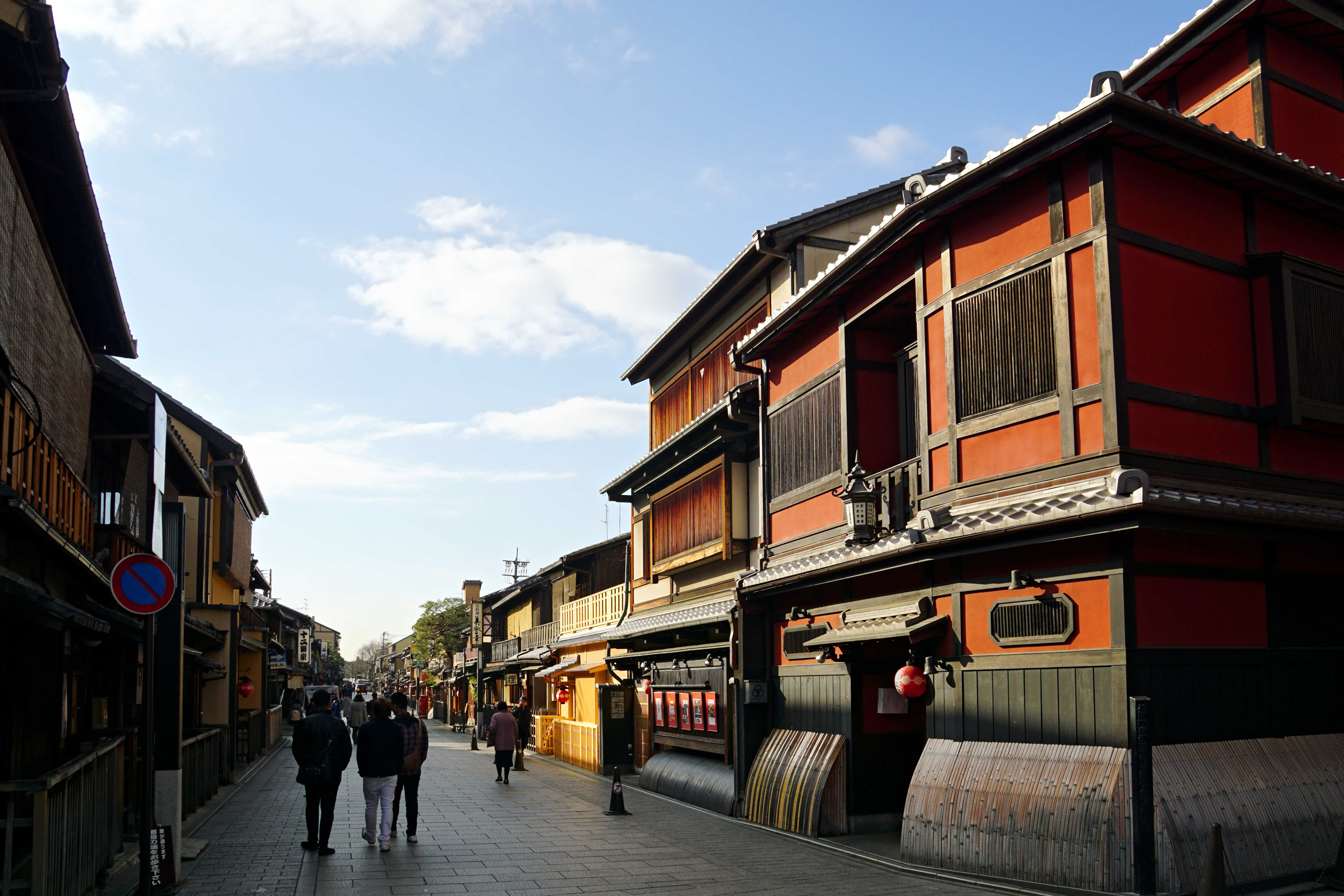
Gion